# 남자는 괴로워 36
남자는 괴로워 36(男はつらいよ 柴又より愛をこめて: Tora-san's Island Encounter)은 일본에서 제작된 야마다 요지 감독의 1985년 코미디 영화이다. 아츠미 키요시 등이 주연으로 출연하였다.

## 출연

### 주연
- 아츠미 키요시
- 바이쇼 치에코

### 조연
- 쿠리하라 코마키
- 카와타니 타쿠조
- 미호 쥰
- 마에다 긴
- 다자이 히사오
- 시모조 마사미
- 미사키 치에코
- 요시오카 히데타카
- 류 치슈